# Женщины на Сейшельских Островах

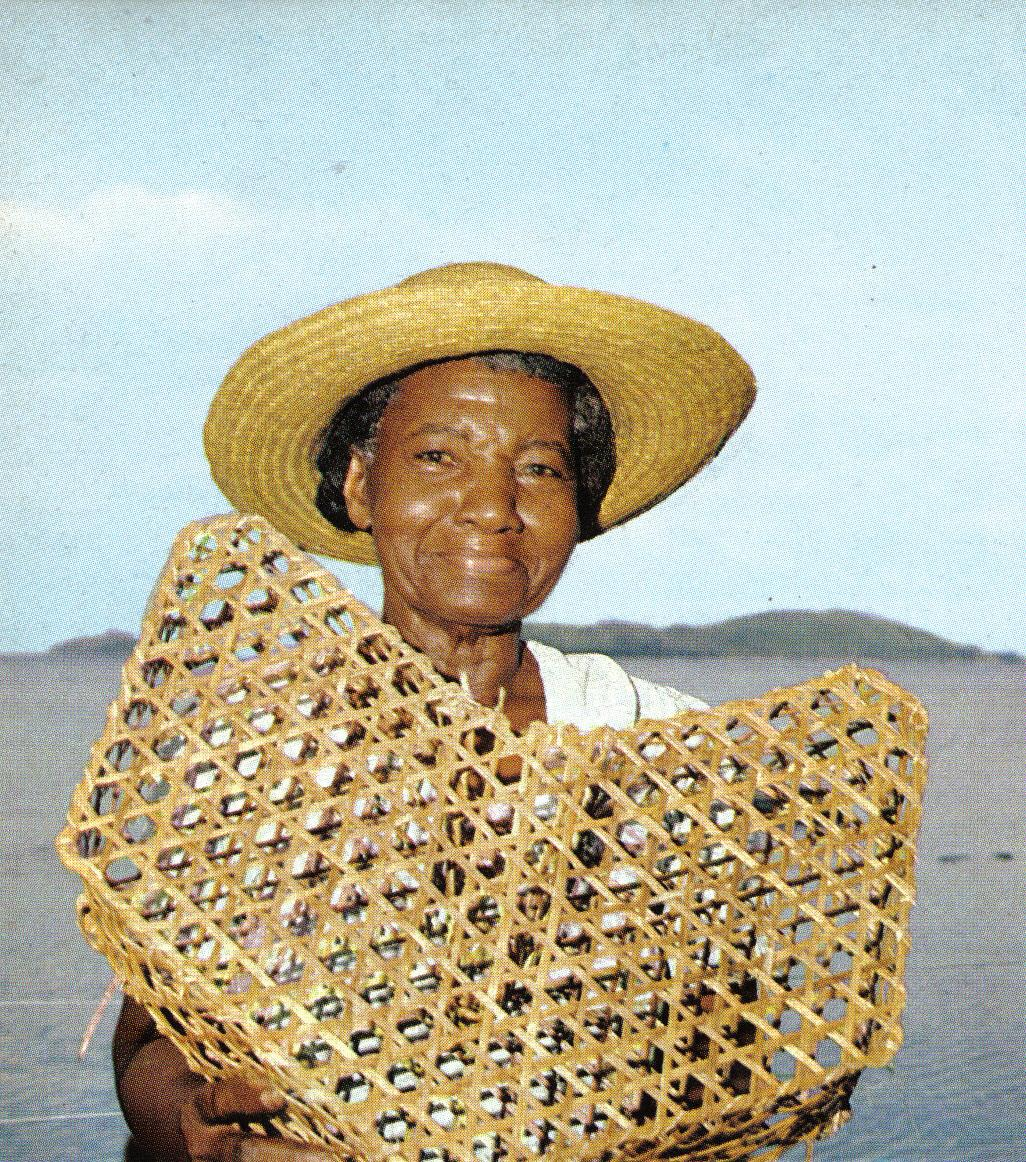
Женщина на Сейшельских островах и её рыболовная ловушка в начале 1970-х годов.

Женщины на Сейшельских Островах пользуются теми же юридическими, политическими, экономическими и социальными правами, что и мужчины.

## Семейная жизнь
Сейшельское общество фактически матриархально. Матери, как правило, доминируют в домашнем хозяйстве, контролируя большинство текущих расходов и заботясь об интересах детей. Матери, не состоящие в браке, являются социальной нормой, и закон требует, чтобы отцы содержали своих детей. Мужчины важны из-за их способности зарабатывать, но их домашняя роль относительно второстепенна. Пожилые женщины обычно могут рассчитывать на финансовую поддержку со стороны членов семьи, живущих дома, или на взносы из заработков взрослых детей.

### Насилие над женщинами
Домашнее насилие в отношении женщин было постоянной проблемой. Полиция редко вмешивалась в бытовые споры, если только это не касалось оружия или крупного нападения. Власти часто отклоняли те несколько дел, которые доходили до прокуратуры, или суд приговаривал виновных к мягкому наказанию. В обществе росло беспокойство по поводу домашнего насилия и растущее признание необходимости бороться с ним.
Изнасилование, супружеское изнасилование и домашнее насилие являются уголовными преступлениями, за которые предусмотрено наказание в виде лишения свободы сроком до 20 лет. В 2007 году Суд по семейным делам зарегистрировал 74 жалобы о насилии в семье. Полиция зарегистрировала 56 случаев изнасилования и четыре случая покушения на сексуальное нападение. Отдел социальных дел министерства здравоохранения и социального развития и местная неправительственная организация «Женщины в действии и солидарности» оказывали консультативные услуги жертвам изнасилований.

## Общественная жизнь

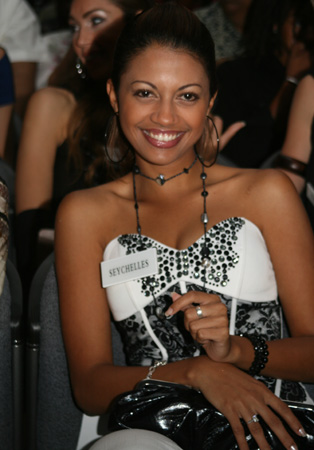
Мисс Сейшелы 2008, Элен Энджин

Официально санкционированная гендерная дискриминация в сфере занятости отсутствует, и женщины хорошо представлены в бизнесе. По состоянию на 1994 год женщины составляли почти половину студентов престижного Сейшельского политехнического института, представляющего самый высокий уровень образования на островах. По состоянию на 2007 год в Национальной ассамблее из 34 мест, 10 занимали женщины, семь из которых были избраны прямыми выборами, а три — пропорциональным представительством. После перестановок в кабинете министров в июле 2007 года в кабинете было две женщины.
Проституция незаконна, но остаётся широко распространённой. Законы о наследовании не дискриминируют женщин.